# Tahir Tahirov
Tahir Rashid oglu Tahirov (en azerí: Tahir Rəşid oğlu Tahirov; Bakú, 30 de mayo de 1948 - 12 de septiembre de 2019) fue un pintor escénico de Azerbaiyán, galardonado con el título "Artista del pueblo de la República de Azerbaiyán" en 2013.

## Biografía
Tahir Tahirov nació el 30 de mayo de 1948 en la ciudad de Bakú. Su padre, Rashid Tairov, fue cantante de mugam y solista del Teatro de Ópera y Ballet Académico Estatal de Azerbaiyán. Su madre, Khanim Tairova, fue intérprete de tar en el conjunto instrumental femenino creado por Uzeyir Hajibeyov.
En 1973 se graduó en la Facultad de Arte de la Universidad Estatal de Cultura y Arte de Azerbaiyán. En varias veces trabajó en el Teatro Académico Estatal de Drama de Azerbaiyán, en el Teatro Estatal de Espectadores Jóvenes de Azerbaiyán y en el Teatro Estatal Académico Ruso de Drama de Azerbaiyán. Trabajó como escenógrafo en el Teatro de Ópera y Ballet Académico Estatal de Azerbaiyán. También enseñó en la Universidad Estatal de Cultura y Arte de Azerbaiyán. El artista fue miembro de la Unión de Artistas de Azerbaiyán y de la Unión de Trabajadores de Teatro de Azerbaiyán.
Tahir Tahirov falleció el 12 de septiembre de 2019.

## Premios y títulos
- Artista de Honor de la República de Azerbaiyán (2002)[4]
- Artista del pueblo de la República de Azerbaiyán (2013)[5]